# Der kleine Nick auf Schatzsuche
Der kleine Nick auf Schatzsuche (Originaltitel Le Trésor du Petit Nicolas) ist eine französisch-belgische Filmkomödie aus dem Jahr 2021. Der Film ist die zweite Fortsetzung zu Der kleine Nick aus dem Jahr 2009.

## Inhalt
Nicks Vater wird endlich befördert. Auch wenn diese Position der Stolz von Nick und seiner Mutter ist, zwingt ihn diese neue Position dazu, in den Süden zu ziehen. Das ist ganz und gar nicht der Geschmack von Nick, der seine besten Freunde verlassen muss.

## Produktion und Veröffentlichung
Regie führte Julien Rappeneau. Die Drehbücher schrieben Julien Rappeneau und Mathias Gavarry. Der Produzent war Olivier Delbosc. Die Musik komponierte Martin Rappeneau und für die Kameraführung war Vincent Mathias verantwortlich. Der Film kam in Frankreich am 20. Oktober 2021 raus.

## Rezeption
„Weitere Fortsetzung der Realfilm-Adaption nach den Comic-Geschichten von René Goscinny und Jean-Jacques Sempé, wobei hier nur noch die Figuren und die Grundstruktur übernommen, der Plot aber frei erfunden wird. Der nostalgisch angehauchte Kinder- und Familienfilm glänzt mit einem spielfreudigen Kinderensemble, charmanten Einfällen und kindgerechtem Humor, während die überzeichneten Erwachsenen allzu eindimensional ausfallen.“